# Гней Корнелий Лентул (квестор)
Гней Корне́лий Ле́нтул (лат. Gnaeus Cornelius Lentulus; родился около 54 года до н. э. — умер после 24 года до н. э.) — римский политический деятель, управлявший около 29 года до н. э. Ахайей в качестве квестора.

## Биография
Возможно, Гней Корнелий Лентул приходился сыном префекту флота на Сицилии в 30-х годах до н. э., носившему такое же имя.
О гражданско-политической карьере Гнея Корнелия-младшего известно только то, что около 29 года до н. э. он в качестве квестора был направлен Гаем Юлием Цезарем Октавианом в Ахайю.
Отец трёх сыновей, позднее ставших консулами:
- Косса Корнелия Лентула
- Публия Корнелия Лентула Сципиона
- Сервия Корнелия Лентула Малугинена